# Конрад II (Фрайбург)
Конрад II (III) фон Фрайбург (на немски: Konrad II (III) von Freiburg; * пр. 1316; † 10 юли 1350, Фрайбург, Брайзгау) от Дом Урах, е граф на Фрайбург (1316 – 1350).

## Произход и упраление
Той е най-големият син на граф Егино II фон Фрайбург († 1318) и първата му съпруга Катарина фон Лихтенберг († 1283), дъщеря на Лудвиг I фон Лихтенберг († 1250/1252). Брат му Гебхард († 31 май 1337) е епископ на Страсбург.
От липса на пари баща му Егино II започва да продава един след друг имотите. Тогава Конрад го затваря в замък Фрайбург. На 31 март 1316 г. Егино предава на Конрад доброволно управлението.
Конрад има нужда от пари и също продава имоти и привилегии.. Гражданите на Фрайбург се съпротивляват и той им дава големи права.

## Фамилия
Първи брак: Конрад се сгодява на 22 март 1290 г. във Фрайбург и се жени на 9 юли 1290 г. в Щрасбург за принцеса Катарина Лотариннгска († 13 март 1316), дъщеря на Фридрих III, херцог на Горна Лотарингия (†1303) и Маргарет де Шампан († 1307). Те имат един син:
- Фридрих (* 1316; † 9 ноември 1356), граф на Фрайбург (1350 -1356), фогт в Брайзгау, женен I. пр. 7 февруари 1318 г. за Анна († 28 февруари 1331), дъщеря на Рудолф I фон Хахберг-Заузенберг, маркграф на Хахберг-Заузенберг, II. 1334 г. за Махот дьо Монфокон (* 1360, † 1360)

Втори брак: пр. 29 октомври 1330 г. с Анна фон Зигнау († сл. 30 март 1368), дъщеря на Улрих фон Зигнау и Анастасия фон Бухег. Те имат децата:
- Егино III († 21 октомври 1385), женен пр. 21 ноември 1360 г. за Верена фон Нойенбург († 1376/1384), дъщеря на граф Лудвиг фон Нойенбург († 1373)
- Конрад, приор във Фрайбург 1347
- Еберхард († 1357)